# 1000-km-Rennen von Buenos Aires 1971

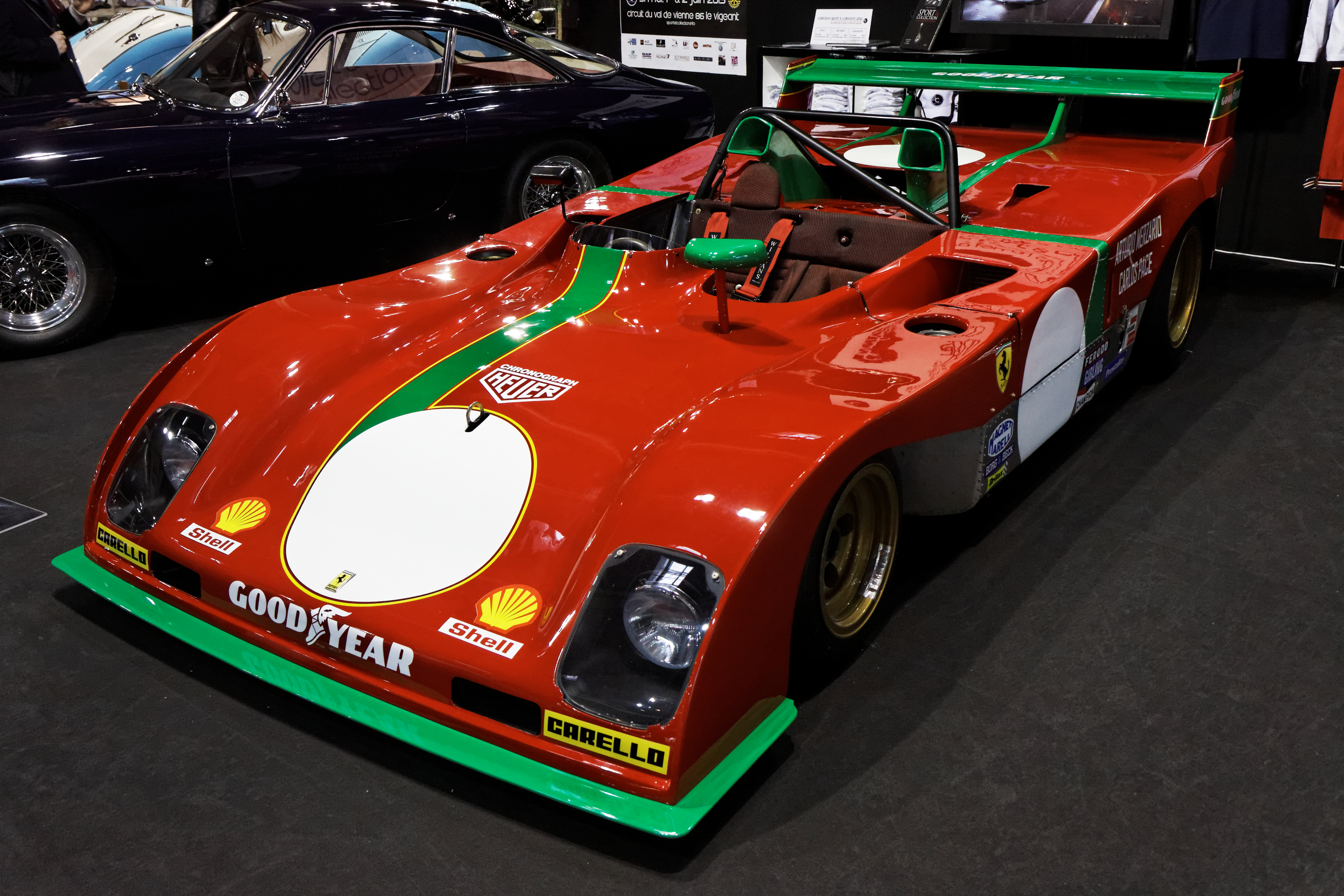
Renndebüt für den Ferrari 312PB. Ignazio Giunti verunglückte mit diesem Rennwagenmodell im Rennen tödlich

Das achte 1000-km-Rennen von Buenos Aires, auch Buenos Aires 1000 Kilometres, Autódromo Municipal de Buenos Aires - Circuit 15, fand am 19. Januar 1971 auf dem Autódromo Municipal de Buenos Aires statt und war der erste Wertungslauf der Sportwagen-Weltmeisterschaft dieses Jahres.

## Vor dem Rennen
1971 war das zweite Jahr der Zusammenarbeit zwischen Porsche und der Rennmannschaft von John Wyer, die wie im Jahr davor zwei Porsche 917 in der Weltmeisterschaft einsetzte. Änderungen gab es bei den Fahrern. Völlig überraschend war Brian Redman, der Stammpartner von Jo Siffert, Ende der Saison 1970 zurückgetreten. Redman hatte den gefährlichen Rennsport aufgeben wollen und die Position des Vertriebsleiters von Volkswagen in Südafrika angenommen. Nach nur vier Monaten beendete er, irritiert von den politischen Verhältnissen in dem Land, das Engagement und kehrte nach Großbritannien und zum Rennsport zurück. Für Redman kam Derek Bell ins Team. Der zweite Abgang betraf Leo Kinnunen. Er hatte 1970 mit Partner Pedro Rodríguez vier Weltmeisterschaftsläufe gewonnen, galt aber als Eigenbrötler, der kein Englisch sprach. Schwer getroffen hatte ihn der Todessturz seines engen Freundes Hans Laine beim 1000-km-Rennen auf dem Nürburgring 1970. Für das Team des finnischen Geschäftsmanns Antti Aarnio-Wihuri, für das auch Laine gefahren war, startete er 1971 in der Interserie. Neuer Partner von Rodríguez wurde Jackie Oliver, der schon Ende der 1960er-Jahre für Wyer gefahren war.
1970 war Hans-Dieter Dechent mit zwei Porsche 908 in die Weltmeisterschaft eingestiegen. Finanziert wurde die Rennmannschaft vom italienischen Getränkekonzern Martini & Rossi. Logistische Unterstützung erhielt er von der Porsche-Rennabteilung in Zuffenhausen. Nachdem das Rennteam der Porsche Holding von Louise Piëch Ende 1970 den Rennbetrieb eingestellt hatte, übernahm Dechent 1971 das gesamte Material einschließlich zweier 917 und einen großen Teil der Techniker und Mechaniker für den eigenen Rennbetrieb. Fahrer waren Vic Elford, Gérard Larrousse, Helmut Marko und Gijs van Lennep.
1971 war das letzte Jahr der Fahrzeuge mit 5-Liter-Motor, da zu Beginn der Saison 1972 ein neues Reglement in Kraft trat. Ferrari hatte dafür einen neuen Rennsportwagen entwickelt, den Ferrari 312PB. Nach ausgiebiger Testarbeit kam der Wagen, gefahren von Ignazio Giunti und Arturo Merzario, in Buenos Aires zu seinem Renndebüt. Im Gegensatz zu Ferrari kam Autodelta mit drei 3-Liter-T33/3-71 nach Argentinien. Zu den Werksfahrern Rolf Stommelen, Nanni Galli, Andrea de Adamich, Henri Pescarolo und Toine Hezemans kam der brasilianische Lotus-Formel-1-Pilot Emerson Fittipaldi ins Team, der sein Weltmeisterschaftsdebüt geben sollte. Fittipaldi verunfallte aber im Training mit dem Wagen mit der Nummer 12. Das Rennen fuhr er dann als Partner von Carlos Reutemann in einem Porsche 917, der Àlex Soler-Roig gehörte. Matra Sports meldete einen MS660 für Jean-Pierre Beltoise und Jean-Pierre Jabouille.

## Das Rennen und der tödliche Unfall von Ignazio Giunti
Das Rennen wurde vom tödlichen Unfall des Ferrari-Piloten Ignazio Giunti überschattet. Der 29-jährige Giunti war seit 1970 Werksfahrer der Scuderia. Gemeinsam mit Nino Vaccarella und Mario Andretti hatte er auf einem Ferrari 512S das 12-Stunden-Rennen von Sebring gewonnen und mit einem vierten Rang im Ferrari 312B beim Großen Preis von Belgien in der Formel 1 debütiert. Im Training erzielte Giunti im 312PB die zweitbeste Zeit und startete neben dem Trainingsschnellsten Pedro Rodríguez im Porsche 917 aus der ersten Startreihe. Während der ersten Rennstunde entwickelte sich ein Dreikampf zwischen den beiden Porsche 917 von Rodríguez und Vic Elford und dem Ferrari von Giunti. Als beide Porsche zum Nachtanken an die Boxen mussten, übernahm Giunti die Führung.
Auf dem Weg zu den Boxen um Nachzutanken und den Fahrer zu wechseln, ging in der 36. Runde dem Matra MS660 von Jean-Pierre Beltoise der Treibstoff aus. In der Horquilla, der letzten Kurve vor der Start-und-Ziel-Geraden blieb der Matra an der rechten Fahrbahnseite stehen. Die Boxenanlage war von der Fahrbahn nur durch einen weißen Strich am Boden getrennt und vom stehenden Matra 200 Meter entfernt. Allerdings lag die Einfahrt auf der anderen Straßenseite. Animiert durch die kurze Distanz, begann Beltoise den Wagen zu schieben. Dabei musste er auch einige Höhenmeter überwinden. Das Reglement verbot das Schieben eines Wagens auf der Fahrbahn. Die Streckenposten schwenkten Gelbe Flaggen, hinderten Beltoise aber nicht an seinem Tun. Zweimal war Giunti am schiebenden Beltoise vorbeigefahren, als es bei der dritten Vorbeifahrt zum tragischen Unfall kam. Beltoise hatte begonnen, den Wagen quer über die Fahrbahn zu schieben und stand auf der rechten Seite des Matra, als Mike Parkes im Ferrari 512M der Scuderia Filipinetti und Giunti im 312PB heranfuhren. Giunti hatte fast eine Runde lang versucht, den an der zehnten Stelle fahrenden Parkes zu überrunden. Parkes ging vom Gas, um links am Matra vorbeizufahren. Giunti zog nach rechts, um Parkes zu überholen und übersah dabei den in der Mitte der Fahrbahn stehenden Matra. Mit voller Wucht traf der Ferrari den Matra an der rechten Seite. Der Wagen wurde aufgerissen und ging in Flammen auf. Obwohl Rettungskräfte schnell am Unfallort waren – auch Teamkollege Arturo Merzario lief mit Helm und Handschuhen (er hatte auf ein seinen Einsatz gewartet) zum brennenden Wrack, um seinen Teamkollegen zu retten – hatte Giunti keine Überlebenschance. Er wurde mit schweren Brandverletzungen in ein Krankenhaus gebracht, wo er zwei Stunden nach seiner Ankunft starb. Das Rennen wurde abgebrochen und nach den Aufräumungsarbeiten neu gestartet. Siffert und Bell gewannen im Porsche 917.
Für Beltoise hatte der Unfall ein Nachspiel. Er wurde von der FISA als Auslöser des Unfalls zu einer Geldstrafe verurteilt und verlor für ein halbes Jahr seine Fahrerlizenz.

## Ergebnisse

### Schlussklassement
| 1               | S     | 39 | J. W. Automotive                  | Jo Siffert Derek Bell                       | Porsche 917K        | 165 |
| 2               | S     | 32 | J. W. Automotive                  | Pedro Rodríguez Jackie Oliver               | Porsche 917K        | 164 |
| 3               | P 3.0 | 14 | Autodelta SpA                     | Rolf Stommelen Nanni Galli                  | Alfa Romeo T33/3-71 | 163 |
| 4               | P 3.0 | 16 | Autodelta SpA                     | Andrea de Adamich Henri Pescarolo           | Alfa Romeo T33/3-71 | 161 |
| 5               | S     | 20 | Escuderia Montjuich               | José Juncadella Carlos Pairetti             | Ferrari 512S        | 155 |
| 6               | S     | 18 | Ecurie Francorchamps              | Hughes de Fierlant Gustave Gosselin         | Ferrari 512S        | 153 |
| 7               | S     | 8  | Scuderia Filipinetti              | Mike Parkes Jo Bonnier                      | Ferrari 512M        | 150 |
| 8               | S     | 22 | North American Racing Team        | Sam Posey Nestor Garcia-Veiga Luis Di Palma | Ferrari 512S Spyder | 148 |
| 9               | P 3.0 | 2  | Ecurie Evergreen                  | Chris Craft Trevor Taylor                   | McLaren M8C         | 146 |
| 10              | S     | 34 | Zitro Racing                      | Dominique Martin Pablo Bréa                 | Porsche 917K        | 145 |
| 11              | P 2.0 | 6  | Ecurie Evergreen                  | David Weir Jorge Omar Del Rio               | Lola T210           | 143 |
| 12              | P 2.0 | 10 | Scuderia Filipinetti              | Ronnie Peterson Jorge Cupeiro               | Lola T212           | 130 |
| 13              | P 2.0 | 46 | Scuderia Bonnier                  | Daniël Rouveyran Carlos Ruesch              | Lola T210           | 129 |
| Disqualifiziert |       |    |                                   |                                             |                     |     |
| 14              | S     | 38 | Martini International Racing Team | Vic Elford Gérard Larrousse                 | Porsche 917K        | 65  |
| Ausgefallen     |       |    |                                   |                                             |                     |     |
| 15              | S     | 48 | Team Auto Usdau                   | Reinhold Joest Angel Monguzzi               | Porsche 917K        | 85  |
| 16              | P 3.0 | 40 | Auto Usdau                        | Eduardo José Copello Hans-Dieter Weigel     | Porsche 908/02      | 54  |
| 17              | S     | 28 | Escuderia Nacional CS             | Emerson Fittipaldi Carlos Reutemann         | Porsche 917K        | 43  |
| 18              | P 3.0 | 24 | Spa Ferrari SEFAC                 | Ignazio Giunti Arturo Merzario              | Ferrari 312PB       | 38  |
| 19              | P 3.0 | 26 | Matra Sports                      | Jean-Pierre Beltoise Jean-Pierre Jabouille  | Matra-Simca MS660   | 36  |
| 20              | P 2.0 | 4  | Ecurie Evergreen                  | Nasif Estéfano Alain de Cadenet             | Lola T210           | 27  |
| 21              | S     | 44 | Eduardo Pino                      | Eduardo Pino Jorge Ternengo                 | Baufer              | 8   |
| 22              | S     | 36 | Martini International Racing Team | Helmut Marko Gijs van Lennep                | Porsche 917K        | 2   |
| Nicht gestartet |       |    |                                   |                                             |                     |     |
| 23              | P 3.0 | 12 | Autodelta SpA                     | Emerson Fittipaldi Toine Hezemans           | Alfa Romeo T33/3-71 | 1   |
| 24              | P 2.0 | 42 | Oreste Berta                      | Luis Di Palma Carlos Marincovich            | Berta LR            | 2   |

1 Unfall im Training
2 Motorschaden im Training

### Nur in der Meldeliste
Zu diesem Rennen sind keine weiteren Meldungen bekannt.

### Klassensieger
| Klasse | Fahrer         | Fahrer             | Fahrzeug            | Platzierung im Gesamtklassement |
| ------ | -------------- | ------------------ | ------------------- | ------------------------------- |
| P 3.0  | Rolf Stommelen | Nanni Galli        | Alfa Romeo T33/3-71 | Rang 3                          |
| P 2.0  | David Weir     | Jorge Omar Del Rio | Lola T210           | Rang 11                         |
| S      | Jo Siffert     | Derek Bell         | Porsche 917K        | Gesamtsieg                      |

### Renndaten
- Gemeldet: 24
- Gestartet: 22
- Gewertet: 13
- Rennklassen: 3
- Zuschauer: unbekannt
- Wetter am Renntag: kalt und trocken
- Streckenlänge: 6,122 km
- Fahrzeit des Siegerteams: 5:25:25,940 Stunden
- Gesamtrunden des Siegerteams: 165
- Gesamtdistanz des Siegerteams: 1010,081 km
- Siegerschnitt: 186,229 km/h
- Pole Position: Pedro Rodríguez – Porsche 917K (#32) – 1:52,700 = 195,547 km/h
- Schnellste Rennrunde: Chris Craft – McLaren M8C (#2) – 1:50,230
- Rennserie: 1. Lauf zur Sportwagen-Weltmeisterschaft 1971
- Rennserie: 1. Lauf zur Spanischen Rundstrecken-Meisterschaft 1971